# غورغي باركر
غورغي باركر (بالإنجليزية: Georgie Parker)‏ هي ممثلة أسترالية، ولدت في 16 ديسمبر 1964 في سيدني في أستراليا.

## أعمال

### مسلسلات
- أكنتري براكتيس

## وصلات خارجية
- غورغي باركر على موقع IMDb (الإنجليزية)
- غورغي باركر على موقع ميوزك برينز (الإنجليزية)
- غورغي باركر على موقع قاعدة بيانات الفيلم (الإنجليزية)